# Munca de tip afectiv
Munca de tip afectiv reprezintă procesul de gestionare al sentimentelor și gesturilor pentru a îndeplini cerințele de tip emoțional impuse de locul de muncă. Mai exact, se așteaptă ca angajații să își gestioneze emoțiile pe parcursul interacțiunilor cu clienții, colegii de muncă și superiorilor. Munca de tip afectiv presupune analizarea și luarea de decizii în privința exprimării afective, fie ea simțită sau simulată, precum și opusul acesteia: suprimarea emoțiilor, care sunt simțite, dar nu și manifestate. 
Dintre slujbele care solicită muncă de tip afectiv au fost identificate cele din domeniul de administrație publică, spionaj, domeniul juridic, îngrijirea copiiilor, serviciul medical, asistență socială; cele mai multe slujbe sunt cele din domeniul hotelier și serviciilor alimentare, precum și cele din spațiul mass-media. Având în vedere faptul că anumite economii au făcut trecerea de la o economie cu caracter industrial către o economie bazată pe prestarea de servicii, comparativ cu situația de acum 60 de ani, în prezent și mai mulți angajați dintr-o multitudine de domenii profesionale trebuie să își gestioneze emoțiile în funcție de cerințele angajatorului.

## Definiție

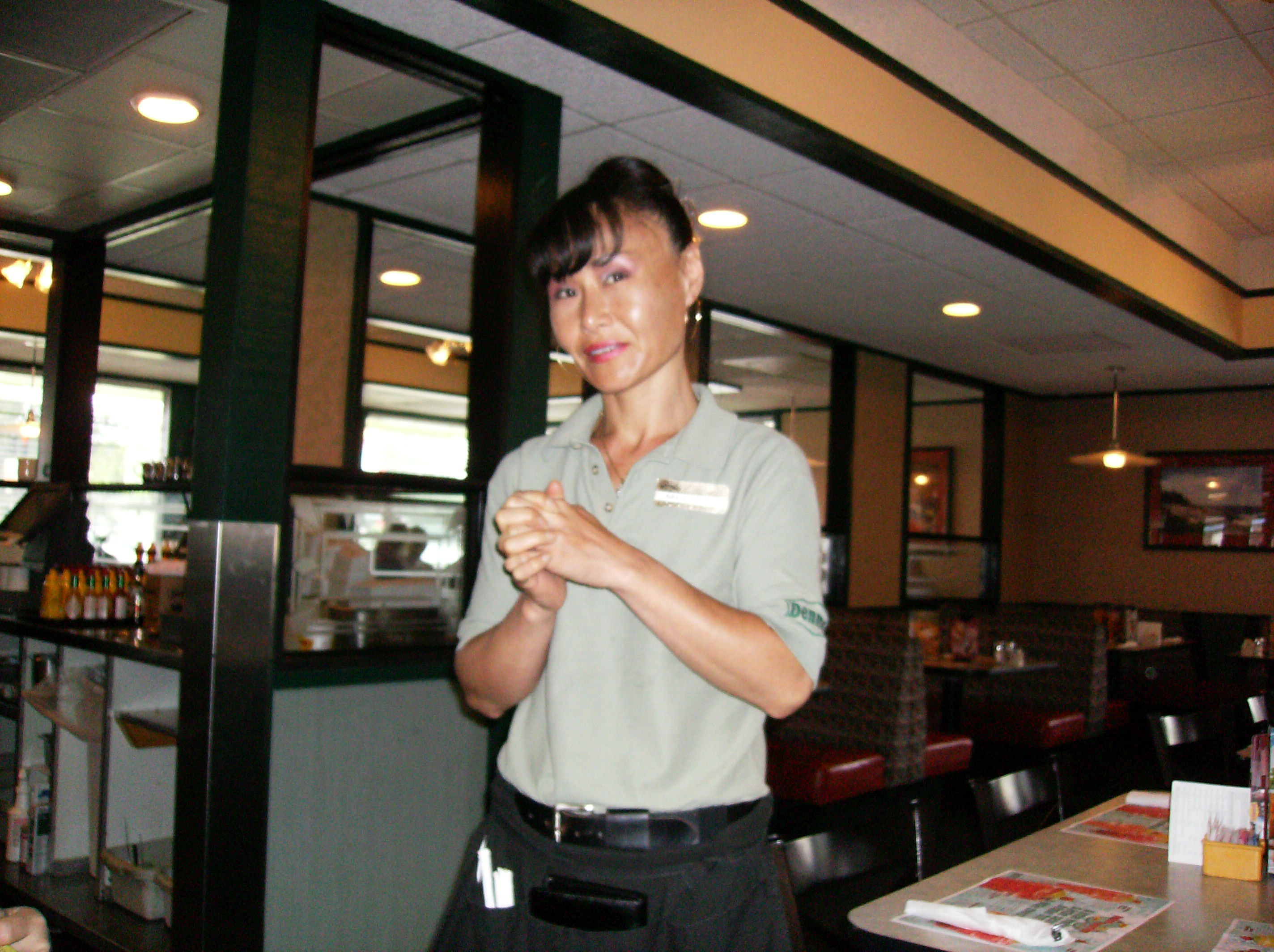
I se cere unei chelnerițe să îndeplinească muncă de tip afectiv, cum ar fi zâmbetul și exprimarea emoțiilor pozitive față de clienți

Sociologul Arlie Hochschild oferă prima definiție al acestui tip de muncă, potrivit căreia munca de tip afectiv presupune afișarea anumitor emoții în vederea satisfacerii cerințelor impuse de locul de muncă. Munca emoțională, termenul asociat muncii de tip afectiv, cunoscut și ca ”gestionarea emoțiilor”, se referă la afișarea anumitor emoții în scopuri personale, cum ar fi în cadrul atmosferei intime al propriului căminului sau în interacțiunile cu familia și prietenii. Hochschild a identificat trei strategii de reglare a emoțiilor: cea cognitivă, fizică și expresivă. În cadrul gestionării emoțiilor, se încearcă schimbarea imaginilor, ideilor sau a gândurilor în speranța de a schimba sentimentele asociate acestora. Spre exemplu, cineva poate asocia o poză de familie cu sentimentul de fericire, ca ulterior, în încercarea de a se simți fericit, să se gândească la respectiva fotografie. În contextul gestionării emoțiilor prin intermediul trupului, se poate încerca schimbarea simptomelor fizice cu scopul de a atinge tipul de emoție dorit. De exemplu, ca să reducă furia, se poate recurge la procesul de respirație adâncă. În ceea ce privește gestionarea emoțiilor prin manieră expresivă, sunt transformate gesturi expresive pentru a schimba sentimente lăuntrice, precum zâmbitul în încercarea de a se simți fericit.
În timp ce munca emoțională se întâmplă în sfera privată, munca de tip  afectiv reprezint[ gestionarea emoțiilor la locul de muncă în funcție de așteptările angajatorului. Locurile de muncă care implică o muncă de tip afectiv sunt definite drept cele care: 
1. presupun contact direct cu publicul (față în față și vorbire directă);
2. solicită ca angajatul să-i inducă unei alte persoane o stare emoțională;
3. îi permit angajatorului, prin intermediul antrenamentului și cu supraveghere, să exercite un nivel de control asupra activităților afective ale angajaților.[1]

Hochschild (1983) susține că în cadrul acestui proces de comercializare, cei care lucrează în domeniul prestării de servicii sunt înstrăinați de propriile sentimente la locul de muncă. 

## Factori determinanți
1. Norme sociale, ocupaționale și organizatorice. De exemplu, dovezi practice indică faptul că în magazinele de regulă „frecventate” există mai multă legitimitate pentru a exprima emoții negative decât în magazinele care sunt de obicei „slab frecventate”, în care angajații trebuie să se comporte în conformitate cu regulile de exprimare a emoțiilor. [5] Prin urmare, cultura emoțională din care face parte influențează angajamentul angajatului față de aceste reguli. [6]
2. Trăsături privind dispoziția și trăirea interioară la locul de muncă; cum ar fi expresivitatea emoțională a angajaților, care se referă la capacitatea de a folosi expresii faciale, voce, gesturi și mișcări ale corpului pentru a transmite emoții; [7] sau nivelul de identitate al carierei (importanța rolului de carieră pentru identitatea de sine), ceea ce le permite să exprime emoțiile organizatorice scontate mai ușor (deoarece există o discrepanță mai mică între comportamentul exprimat și experiența emoțională atunci când sunt implicați în munca lor). [8]
3. Reglementarea de supraveghere a regulilor de afișare; Supraveghetorii sunt probabil definitori importanți ai regulilor de afișare la nivelul locului de muncă, având în vedere influența directă asupra convingerilor lucrătorilor cu privire la așteptările la performanță ridicată. Mai mult, impresiile supraveghetorilor cu privire la nevoia de a suprima emoțiile negative asupra locului de muncă influențează impresiile angajaților cu privire la regula expusă. [9]

## Suprafață și acțiune profundă
Textul de bază al lui Arlie Hochschild a împărțit munca de tip afectiv în două componente: acțiune de suprafață și acțiune profundă.  Acțiunea de suprafață are loc atunci când angajații afișează emoțiile necesare pentru un loc de muncă, fără a schimba modul în care se simt de fapt.  Acțiunea profundă este un proces de efort prin care angajații își schimbă sentimentele interne pentru a se conforma așteptărilor organizaționale, producând afișări ale emoțiilor mai naturale și autentice.  Deși procesele de bază diferă, ambele au ca  obiective, de obicei, să arate emoții pozitive, care se presupune că au impact asupra sentimentelor clienților și rezultatelor bilanțului (de exemplu, vânzări, recomandări pozitive și afaceri repetate).    Cu toate acestea, cercetările au arătat, în general, că acțiunea de suprafață este mai dăunătoare sănătății angajaților.   

## Cariere

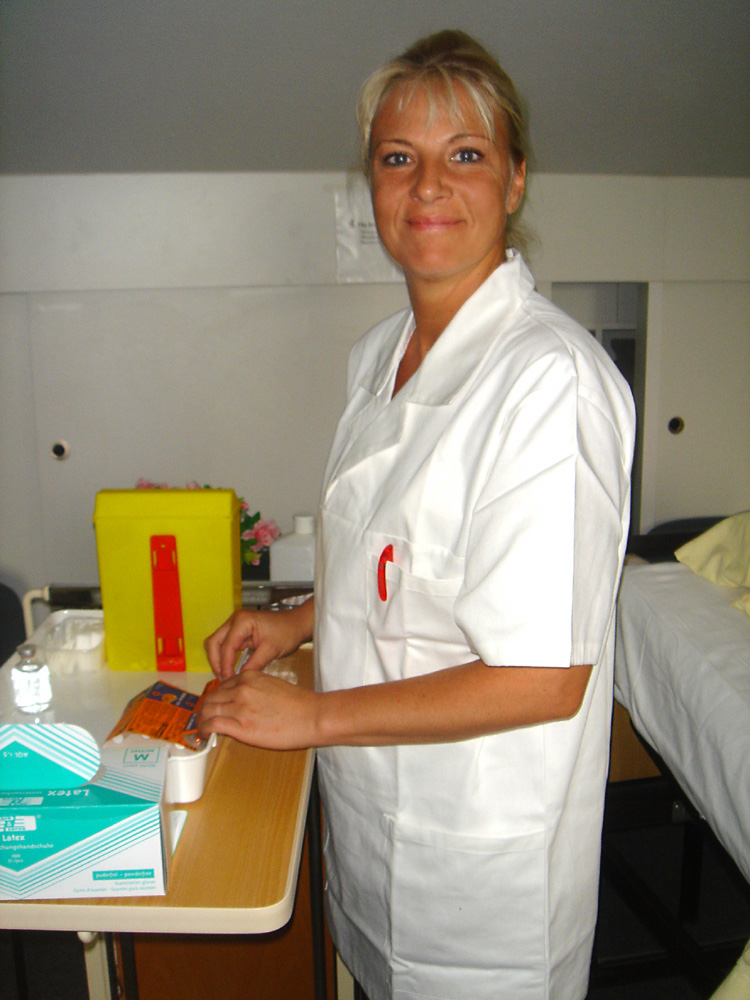
A nurse working in a hospital is expected to express positive emotions towards patients, such as warmth and compassion.

În trecut, cerințele emoționale la locul de muncă și regulile de afișare ale acestora erau considerate o caracteristică a anumitor ocupații, cum ar fi cei care lucrează în restaurante, casierele, lucrătorii din spitale, recuperatorii, consilierii, secretarii și asistenții medicali. Cu toate acestea, regulile de afișare au fost concepute nu numai ca cerințe de îndeplinire al unui rol ale anumitor grupuri profesionale, ci și ca cerințe interpersonale la locul de muncă, care sunt regăsite în cadrul mai multor tipuri de ocupații. 

### Colectori de taxe
În 1991, Sutton a făcut un studiu aprofundat al calității asupra colectorilor de taxe la o agenție de colectare. El a descoperit că spre deosebire de celelalte locuri de muncă descrise aici, unde angajații trebuie să pară veseli și preocupați, colectorii de taxe sunt selectați și cooptați pentru a arăta iritare față de majoritatea debitorilor. Mai exact, agenția de recrutare a angajat agenți care păreau a fi ușor provocați. Agenții nou angajați au fost apoi instruiți când și cum să afișeze emoții inconstante unor diferite tipuri de debitori. În timp ce lucrau la agenția de recrutare, ei au fost monitorizați îndeaproape de către supraveghetorii lor pentru a se asigura că transmiteau frecvent debitorilor importanța plății datoriei.
Munca de tip emoțional a colectorilor de taxe constă în a nu-i lăsa pe debitorii supărați și ostili să-i înfurie și să nu se simtă vinovați de presiunea exercitată asupra debitorilor amabili. Au făcut față debitorilor furioși arătându-și public furia sau făcând glume atunci când au încheiat convorbirea telefonică. Au minimalizat vinovăția pe care au simțit-o rămânând detașați din punct de vedere emoțional față de debitori.

### Educatori

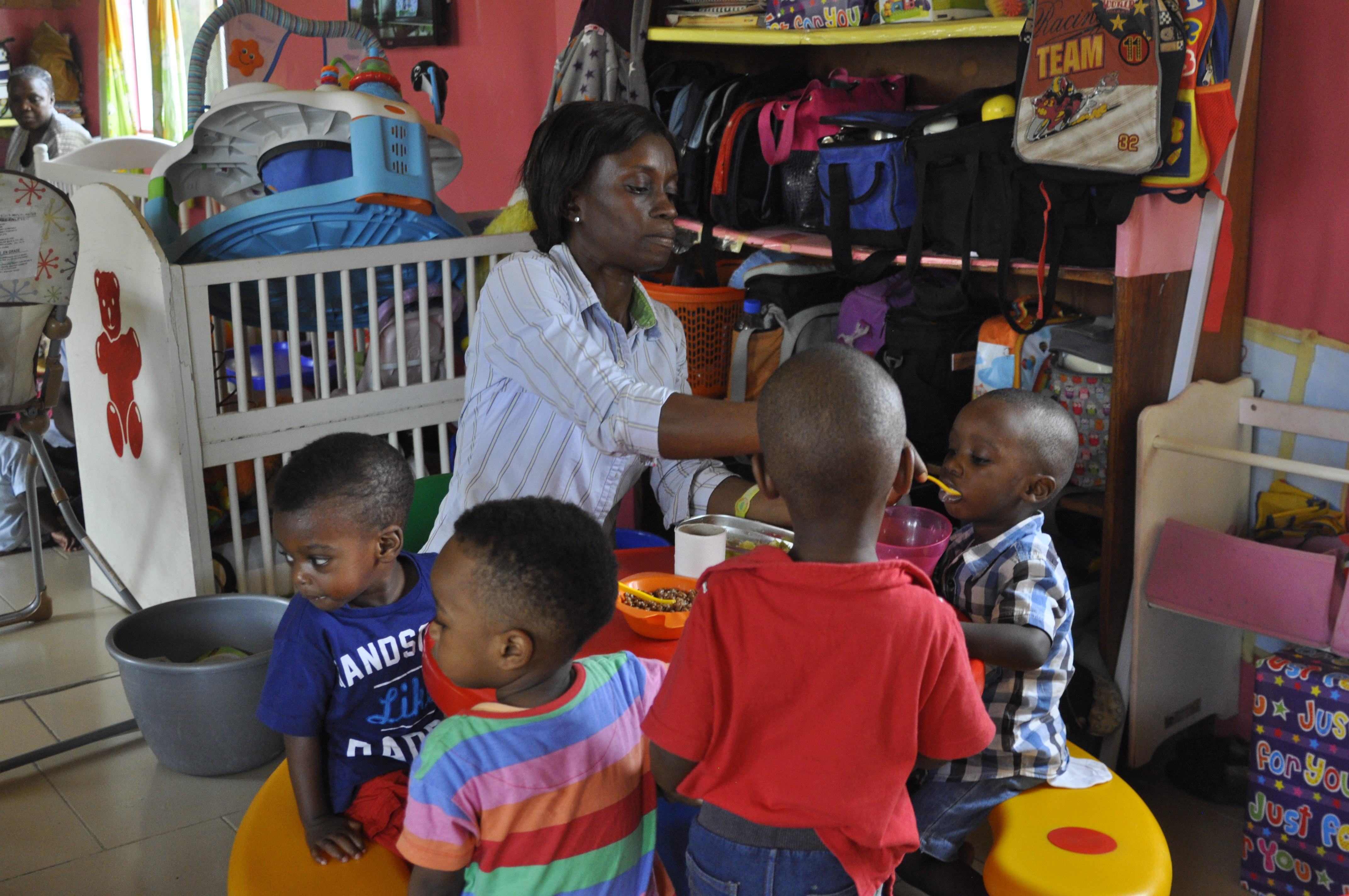
Educatoare la o grădiniță din Nigeria

Abilitățile necesare pentru îngrijirea copiilor sunt adesea privite drept calități înnăscute pentru femei, ceea ce face ca procesul de îngrijire al copilului să treacă neobservat   . Cu toate acestea, câțiva cercetători nu numai că au studiat dificultățile și abilitățile necesare pentru îngrijirea copilului, dar au sugerat, de asemenea, că munca emoțională a îngrijirii copilului este unică și trebuie studiată în alte moduri     . Îndeplinirea muncii de tip emoțional necesită dezvoltarea capitalului emoțional, iar acesta poate fi dezvoltat doar prin experiență și reflexie. Prin interviuri semi-structurate, Edwards (2016) a descoperit că există două componente ale muncii emoționale în îngrijirea copiilor, pe lângă cele două componente originale propuse de Hochschild: consonanța emoțională și refularea   . Edwards (2016) a definit suprimarea drept ascunderea emoției, iar consonanța emoțională drept trăirea, în mod natural, a aceleiași emoții pe care un angajat se așteaptă să o simtă la locul de muncă  . 

### Muncitori din industria alimentară

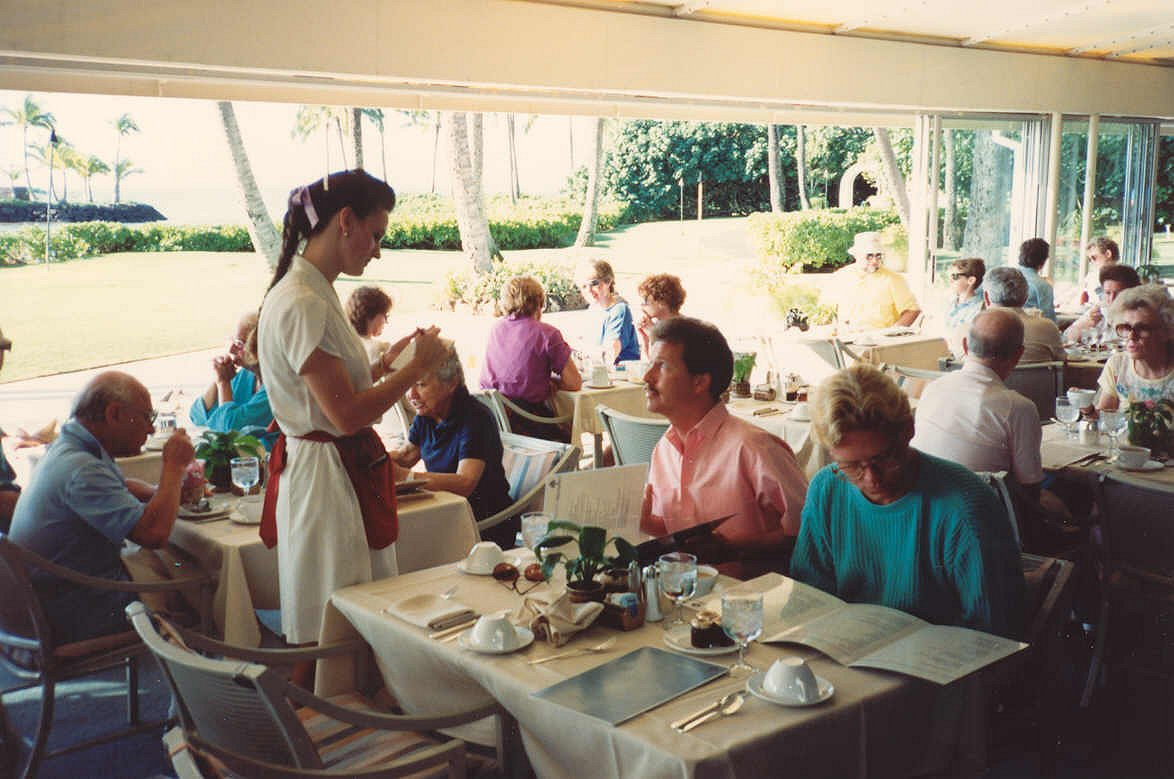
O chelneriță care ia o comandă într-un restaurant american

În studiul ei din 1991 despre chelnerițele din Philadelphia, Paules examinează modul în care acești lucrători își afirmă controlul și își protejează identitatea de sine în timpul interacțiunilor cu clienții. În munca de restaurant, susține Paules, subordonarea lucrătorilor față de clienți este consolidată prin „simboluri culturale care provin din presupuneri adânc înrădăcinate despre prestarea serviciului”. Datorită faptului că chelnerițele nu erau monitorizate de angajatorii lor, interacțiunile chelnerițelor cu clienții erau controlate chiar de acestea. Cu toate că stereotipurile și prezumțiile servituții contribuie la stigmatizarea lor, chelnerițele din studiul lui Paules nu au fost afectate negativ de interacțiunile pe care le-au avut cu clienții. Dimpotrivă, au văzut capacitatea lor de a-și gestiona emoțiile ca pe o abilitate valoroasă care ar putea fi folosită pentru a deține controlul în raport cu  clienții. Astfel, chelnerițele din Philadelphia au profitat de lipsa reglementării muncii emoționale de către angajatori pentru a evita potențialele consecințe negative ale muncii de tip emoțional. 
Deși Paules evidențiază consecințele pozitive ale muncii de tip afectiv pentru din perspectiva unui număr specific de chelnerițe, alți cercetători au descoperit, de asemenea, consecințe negative ale muncii de tip afectiv în cadrul industriei de prestare a serviciilor în restaurante. De-a lungul a optsprezece luni de cercetare ale reacțiilor participanților, Bayard De Volo (2003) a descoperit că chelnerițele care lucrează în cazinouri sunt atent monitorizate și mituite pentru a presta muncă de tip emoțional la locul de muncă.  Concret, Bayard De Volo (2003) susține că, printr-un mediu sexualizat și un sistem generos de remunerare prin bacșiș, atât proprietarii cazinourilor, cât și clienții controlează comportamentul și aspectul chelnerilor în propriul beneficiu și pentru propria plăcere. Chiar dacă chelnerițele au propriile lor mijloace ale mecanismelor de rezistență individuală și colectivă, monitorizarea intensă și consecventă a acțiunilor lor de către conducerea cazinourilor face dificilă schimbarea dinamicii locului de muncă din cadrul cazinoului. 

#### Angajații din restaurantele de tip fast-food
Utilizând observațiile și interviurile participanților, Leidner (1993) examinează modul în care angajatorii din restaurantele de tip fast-food reglementează interacțiunile angajaților cu clienții. Potrivit Leidner (1993), angajatorii încearcă să reglementeze interacțiunile angajaților cu clienții doar în anumite condiții. Concret, atunci când angajatorii încearcă să reglementeze interacțiunile dintre angajat și client, angajatorii consideră că „calitatea interacțiunii este importantă pentru succesul întreprinderii”, că lucrătorii sunt „incapabili sau nu doresc să conducă în mod corespunzător interacțiunile” și că „sarcinile în sine nu sunt îndeajuns de complexe sau dependente de context”. Potrivit lui Leidner (1993), reglementarea interacțiunilor angajaților cu clienții implică standardizarea interacțiunilor personale ale lucrătorilor cu clienții. La restaurantele de tip fast-food McDonald’s din studiul condus de Leidner (1993), aceste interacțiuni sunt prevăzute în contract, iar respectarea de către muncitori a clauzelor prevăzute în contract și reglementărilor este atent monitorizată.
Odată cu examinarea încercărilor angajatorilor de a reglementa interacțiunile dintre angajați și clienți, Leidner (1993) examinează modul în care reacționează lucrătorii din domeniul fast-food la aceste reglementări.  Potrivit lui Leidner (1993), îndeplinirea așteptărilor angajatorilor impune lucrătorilor să recurgă la o formă de muncă de tipul celei afective. De exemplu, muncitorii McDonald’s sunt așteptați să întâmpine clienții cu un zâmbet și o atitudine prietenoasă indiferent de propria dispoziție sau stare de la acel moment. Leidner (1993) sugerează că respectarea strictă a acestor așteptări poate fi dăunătoare sensului de identitate al angajaților. Cu toate acestea, Leidner (1993) nu a văzut consecințele negative ale muncii de tip emoțional la lucrătorii pe care i-a studiat. În schimb, lucrătorii McDonald's au încercat să-și individualizeze răspunsurile față de clienți prin gesturi mici. Mai exact, au folosit umorul sau exagerarea pentru a-și demonstra rebeliunea împotriva reglementării stricte a interacțiunilor dintre angajat-client la care sunt supuși. 

### Personalul medical
Conform lui Larson și Yao (2005), empatia ar trebui să facă parte din interacțiunea medicilor cu pacienții acestora deoarece, deși aparatura de ultimă generație este necesară pentru asigurarea unor servicii medicale de calitate, relația interpersonală dintre medici și pacienții lor rămâne esențială în asigurarea unor astfel de servicii.  Larson și Yao (2005) susțin că medicii consideră empatia la locul de muncă drept un joc actoricesc. Mai exact, aceștia afirmă că medicii își intră profund în rol simțind cu adevărat empatie înainte,în timpul și după interacțiunea cu pacienții lor. Pe de altă parte, autorii menționează că medicii nu sunt atât de implicați emoțional atunci când mimează comportamente empatice față de pacienți. Deși Larson și Yao (2005) indică faptul că e de preferat  implicarea emoțională, medicii pot recurge la imitarea unor emoții când aceștia nu pot simți deloc empatie pentru pacienți. În general, autorii susțin că medicii sunt mai eficienți și obțin mai multă satisfacție profesională când aceștia își intră puternic în rol și manifestă empatie cu adevărat.

### Angajații forțelor de ordine
Martin (1999) afirmă că angajații forțelor de ordine recurg la mult exercițiu de gestionare a emoțiilor deoarece aceștia trebuie să își controleze expresiile faciale și gesturile în prezența altor ofițeri și cetățenilor. Deși munca în poliție este deseori privită ca fiind tipic masculină, cu scopul de a combate infracțiuni în cea mai mare parte, ofițerilor din cadrul poliției li se cere să mențină ordinea publică și să ofere o varietate de servicii interpersonale. De exemplu, instituția poliției trebuie să fie reprezentată de o prezență impunătoare care le permite angajaților săi să ia decizii și să mențină ordinea în situații neprevăzute, având în același timp abilitatea de a asculta în mod activ și de a dialoga cu cetățenii. Conform lui Martin (1999), un ofițer de poliție care afișează prea multă furie, compasiune sau orice altă emoție în timp ce este expus la pericolele specifice acestui loc de muncă, va fi privit de ceilalți ofițeri ca fiind incapabil de a face față presiunii la care este supus, din cauza gândirii sexiste a multor dintre angajați. În timp ce polițiștii trebuie să-și poată gestiona propriile emoții în fața celorlalți ofițeri, aceștia trebuie să și restabilească ordinea printr-o abordare asertivă și să utilizeze eficient metode de comunicare pentru a câștiga încrederea și cooperarea cetățenilor. În consecință, capacitatea polițiștilor de a-și gestiona emoțiile afectează felul în care aceștia sunt priviți de alți polițisti sau de cetățeni.

### Administrația publică
Mai mulți cercetători susțin că se depune cel mai mult efort în gestionarea emoțiilor în rândul funcțiilor publice la nivel local. Astfel, la nivelul orașelor și districtelor responsabilitatea este cea mai mare în ceea ce privește pregătirea pentru situații de urgență, pompierii, forțele de ordine, școala, sistemul de sănătate publică și serviciile de asistență socială și protecția copilului. Cetățenii din cadrul unei comunități se așteaptă să obțină același nivel de satisfacție din partea guvernului, la fel cum primesc în cadrul unui loc de muncă în servicii/care oferă anumite servicii. Pentru a oferi acest nivel de satisfacție, este nevoie de efort atât din partea angajaților, cât și din partea angajatorilor din administrația publică. Există două comparații care definesc exercițiile de gestionare ale emoțiilor la locurile de muncă din acest domeniu, „efortul rațional versus efortul de a se identifica cu o problemă” și „gestionarea emoțiilor versus inteligența emoțională”.

#### Randamentul dat de către angajați
Mai mulți cercetători susțin că atunci când angajații din administrația publică își gestionează emoțiile, aceștia au de a face cu situații mult mai delicate decât angajații din domeniul serviciilor, fiindcă aceștia se află în vârful ierarhiei funcțiilor publice, iar cetățenii se așteaptă ca ei să le stea la dispoziție, să lucreze rapid și eficient. Când sunt abordați de către un cetățean sau un coleg, cei din funcțiile publice „detectează” starea emoțională a cetățeanului care apelează la el. Apoi, angajații își evaluează propria  stare emoțională pentru a se asigura că emoția exprimată este adecvată pentru rolul pe care îl reprezintă. În același timp, aceștia trebuie să și decidă cum să se comporte pentru a obține răspunsul de dorit. Cei din administrația publică își gestionează emoțiile prin cinci strategii diferite: Primul Ajutor Psihologic, Suprimarea reacției, Calm din plin, Umor și Bun Simț.

#### Definiție: efort rațional vs. efortul de a se identifica cu o problemă
După Mary Guy, administrația publică nu se ocupă doar cu partea de afaceri/financiară a administrației, ci și cu partea personală, de altfel. Nu se ocupă doar cu facturile de apă/de utilități sau cu ordonanțe funciare pentru a construi o nouă clădire, ci se ocupă și de calitatea vieții și de simțul comunității/civil pe care aceștia trebuie să le asigure cetățenilor. Efortul rațional înseamnă abilitatea de a gândi cognitiv și analitic, în timp ce efortul de a se identifica cu problema presupune gândirea mult mai pragmatică.

#### Definiție: inteligență vs. inteligență emoțională
Inteligența emoțională presupune suprimarea și gestionarea propriilor emoții, iar controlarea acestora la un nivel avansat garantează abilitatea de a oferi un serviciu celor care au nevoie de el. Inteligența emoțională se manifestă atunci când emoțiile sunt bine gestionate, aceste fenomene fiind dependente unul de altul.

## Așteptări profesionale în funcție de gen
Macdonald și Sirianni (1996) utilizează termenul de „proletariat emoțional” pentru a descrie posturile care presupun prestarea de servicii, unde „angajații exersează munca de tip afectiv atunci când li se cere să afișeze o atitudine prietenoasă și deferentă”. Din cauza acestei atitudini, aceste locuri de muncă sunt cu precădere caracterizate drept tipic feminine, neținându-se cont de numărul de femei care dețin de fapt aceste posturi. Conform lui Macdonald și Sirianni (1996), fiindcă atitudinea deferentă se cere tuturor persoanelor dezavantajate într-o structură ierarhică, în special femeilor, când atitudinea deferentă devine o calitate necesară pentru profesia respectivă, există tendința ca aceste posturi să fie corelate cu femeile în general. Autorii susțin că „în nici un alt domeniu al muncii salariate nu sunt asociate mai mult trăsăturile de personalitate ale angajaților cu natura profesiei lor.” Tot aceștia susțin că, astfel, deși este dificil pentru toți angajații din domeniul serviciilor să își păstreze demnitatea și individualitatea din cauza caracterului solicitant al muncii de tip afectiv, o astfel de problemă este mai curând frecventă în rândul femeilor angajate.
Munca de tip afectiv are un efect negativ asupra femeilor prin perpetuarea segregării profesionale și diferențelor salariale în funcție de gen. Segregarea profesională, adică tendința ca bărbații și femeile să ocupe posturi diferite, este deseori desemnată ca motivul pentru care femeile nu au aceleași salarii în comparație cu bărbații. Conform lui Guy și Newman (2004), segregarea profesională și nu în ultimul rând, diferențele salariale în funcție de gen au loc, cel puțin partial, din cauza muncii de tip afectiv. Mai exact, sarcinile  care necesită implicarea emoțională, considerată un lucru firesc pentru femei, cum ar fi atenția deosebită sau empatia reprezintă cerințe pentru multe posturi în care predomină femeile. Totuși, Guy și Newman afirmă că aceste sarcini feminizate nu fac parte din cerințele formale ale postului și din evaluarea angajatului:„Fiind exclusă din cerințele formale ale postului și din evaluarea angajatului, munca de tip afectiv rămâne invizibilă și nerecompensată. Locurile de muncă din domeniul serviciului public se bazează puternic pe aceste abilități, în timp ce sistemul din serviciile civile, care este întemeiat pe presupuneri ale unei ere demult apuse, nu recunoaște și nu recompensează munca de tip afectiv.” După Guy și Newman, femeile care lucrează în domenii ce necesită muncă de tip afectiv pe lângă sarcinile de lucru obișnuite nu sunt recompensate pentru acest volum în plus de muncă din cauza concepției sexiste conform căreia se așteaptă ca femeile să lucreze mai mult din acest punct de vedere doar fiindcă sunt femei. Acest fapt sugerează că Guy și Newman consideră că un bărbat care efectuează muncă de tip afectiv ar fi recompensat mai mult decât o femeie, deși, dacă numărul femeilor în posturi care necesită muncă de tip afectiv este disproporționat, acest lucru nu explică în principal diferențele de salariu în comparație cu bărbații. 

## Efecte
Afișarea emoțiilor positive într-o interacțiune din cadrul industriei serviciilor, precum zâmbitul și atitudinea prietenoasă sunt asociate cu sentimente pozitive ale clienților și rezultate importante, cum ar fi intenția de a reciproca, intenția de a recomanda un magazin altor oameni și recepția clienților asupra calității serviciilor. Există dovezi care arată că munca de tip afectiv poate duce în timp la epuizarea emoțională a angajaților și că le poate reduce satisfacția profesională,  adică un nivel mai mare de control asupra emoțiilor la locul de muncă este direct proporțional cu un nivel mai mare de epuizare emoțională a angajaților și un nivel mai scăzut de satisfacție profesională.
Există dovezi empirice conform cărora cerințele mai mari pentru munca de tip afectiv nu sunt remunerate direct proporțional cu salarii mai mari. În schimb, remunerația depinde de numărul de cerințe cognitive pe care le îndeplinește angajatul la locul de muncă. În acest sens, în ceea ce privește posturile care cer mai mult abilități cognitive, odată cu salariul, crește cererea pentru munca de tip afectiv; în timp ce în cazul posturilor care cer mai puține abilități cognitive, salariul scade, iar cererea pentru munca de tip afectiv crește.

### Strategii de adaptare
Adaptarea are loc ca un răspuns la stresul psihic – de obicei declanșat de schimbări – cu scopul de a menține propria bunăstare și sănătate psihică. Factorii de stres care afectează viața sunt deseori asociați cu evenimente negative (pierderea unui loc de muncă). Totuși, și schimbările pozitive (un loc de muncă nou) se pot încadra la factori de stres care afectează viața, astfel strategiile de adaptare devin necesare. Strategiile de adaptare reprezintă comportamentele, gândurile și emoțiile folosite pentru a retușa schimbările care au loc în timpul vieții. Utilizarea strategiilor de adaptare ajută oamenii să își îmbunătățească atitudinea la locul de muncă și să dea cel mai bun randament pentru a avea o carieră de succes. Există mai multe feluri de a rezista în anumite situații sau de a te adapta la anumite schimbări. Printre acestea se numără: împărtășirea unor experiențe cu colegii, o viață socială activă în afara locului de muncă, simțul umorului și revizuirea așteptărilor profesionale și de sine. Aceste strategii de adaptare contribuie la transformarea emoțiilor negative în emoții pozitive și permit schimbarea centrului de interes pe „public”.